# Prémontré
Prémontré là một xã ở tỉnh Aisne, vùng Hauts-de-France thuộc miền bắc nước Pháp.
The remains of Prémontré Abbey, the mother house of the Premonstratensian Order, are located in Prémontré.